# Нормирование труда
Нормирование труда — процесс измерения затрат труда на изготовление единицы изделия или выполнение заданного объёма работы в определённых организационно-технических условиях; элемент научной организации труда. Основным компонентом в нормирование труда является норма времени – требуемая величина затрат (расходов) рабочего времени (в человеко-минутах, человеко-часах, человеко-днях).

## Определение
Согласно БСЭ нормирование труда — это установление меры затрат труда на изготовление единицы изделия или выполнение заданного объёма работы в определённых организационно-технических условиях; составная часть научной организации труда. В БРЭ нормирование труда — это процесс определения необходимых затрат труда на получение определённых результатов за установленный период.
Нормирование труда определяет: расстановку рабочих на производстве; зоны обслуживания; лучшие методы и приёмы труда; норму труда для отдельных работников и производственных коллективов в целом; учёт и оценку вклада работника в производство; выбор оптимальных вариантов технологии и организации производства, обеспечивающих наименьшие затраты труда; расчёт производственных мощностей предприятий; потребности в рабочей силе; резерв роста производительности труда и повышения эффективности производства.

## История
С конца XIX века нормированием труда занимались американские исследователи во главе с Фредериком Тейлором (тейлоризм), выявлялись возможности увеличения производительности труда. В начале XX века в СССР проблемами повышения производительности труда на основе исследования расходов времени и затрачиваемых физических усилий занимались экономисты А.К. Гастев, П.М. Керженцев, О.А. Ерманский.

## Методы нормирования труда
С целью установления нормы времени, затрат труда и выполненной продукции, описание технологии и методов выполнения работы, численно-квалификационного состава рабочих, применяемых машин и инструмента используют:
- аналитически-расчётные методы (опытно-статистические методы):

- метод элементных нормативов (расчёт норм времени на основании имеющихся нормативов времени и режимов работы оборудования по разложенным элементам рабочей операции, а к полученной сумме добавляется дополнительное время на перерывы и отдых, которые установлены предприятием для данного вида работ);
- метод микроэлементных нормативов (расчёт норм времени по наиболее рациональной последовательности и состав движений, трудовых приёмов, выполняемых рабочим);
- метод на основе нормативных материалов (разработка норм времени на основе уже имеющихся данных о фактической выработке);

- аналитически-исследовательские методы (разложение технологического и трудового процессов на составные части, их анализ, моделирование условий выполнения работ и расчёт времени по составным частям с целью получения максимальных результатов):

- хронометраж (хронометраж каждого элемента трудовой операции, проведение многократных измерений и корректировка полученного результата с учётом коэффициента выполнения норм);
- фотография рабочего дня (определение производительных и непроизводительных затрат рабочего времени путём фиксирования в листах наблюдений времени, затрачиваемого на каждый этап рабочего процесса в течение рабочей смены);
- фотохронометраж (комбинирование хронометража и фотографии рабочего дня);
- метод моментных наблюдений (наблюдения в случайно выбранные моменты времени и установлении на основании полученной информации удельного веса и абсолютных значений затрат и потерь рабочего времени).